# Cardinal Stepinac Village
Cardinal Stepinac Village (Naselje kardinala Stepinca) je starački dom i njegovalište koje su izgradili australski Hrvati u zapadnom sydneyskom predgrađu St. Johns Park. Osnovano je 26. siječnja 1986. godine. Naseljem upravlja Australian Croatian Cardinal Stepinac Association Incorporated. Nalazi se pokraj Hrvatskog katoličkog centra Sv. Nikola Tavelić. U naselju živi 144 stanovnika za koje se brine 170 zaposlenika.

## Povijest
Osnovna namjena naselja je zbrinjavanje strarijh članova hrvatske zajednice u Australiji. Nakon osnutka krovne organizacije (Australian Croatian Cardinal Stepinac Association Incorporated) pokreće lobiranje pri Saveznoj Vladi Novoga Južnog Walesa za kupnju susjedne zemlje do tada novoizgrađene crkve, na kojoj se po urbanističkom planu trebala izgraditi osnovna škola. Hrvatska zajednica uspjela je 1988. godine osigurati zemlju koju joj je dodijelila tadašnja laburistička vlada s premijerom Barryjem Unsworthom po obećanju prijašnjeg premijera Nevillea Wrana. Nakon izrade strategijskog plana, pristupa se izgradnji hostela koji je uspješno završen 1992. godine. Nekoliko godina kasnije pristupa se izgradnji njegovališta. Kamen temeljac za ovu zgradu položio je tadašnji ministar za useljeništvo i multikulturu Phillip Ruddock u veljači 1998., dok je skoro završenu zgradu blagoslovio zagrebački nadbiskup Josip Bozanić. Nakon dobivanja dozvole za rad od državne službe za njegu, njegovalište prima prve štićenike 15. ožujka 1998. te su svi kapaciteti bili popunjeni za mjesec dana. Njegovalište je otvorio australski premijer John Howard 6. lipnja 1999., u nazočnosti 6000 članova hrvatske zajednice u Australiji, mjesnih političara i medija. Većinu ovog projekta financirala je hrvatska zajednica u Australiji, a Federalna vlada potpomogla je ovaj projekt tako što je donirala jedan dolar za svaka tri dolara koje je zajednica uspjela skupiti.

## Karitativan i humanitarni rad
Australian Croatian Cardinal Stepinac Association Inc. poznato je i po karitativnom i humanitarnom radu u Australiji, ponajviše po „Australia Day Appeal”, kada se skupljaju donacije za posebne akcije: žrtve u azijskom tsunamiju, požare, pomoć djeci oboljelih od raka. Od 1998. do 2007. skupilo se oko 137 000 dolara pomoći.

## Vanjske poveznice
- Službene stranice Cardinal Stepinac Village
- Službene stranice Cardinal Stepinac Village na domeni AU  Arhivirana inačica izvorne stranice od 8. srpnja 2007. (Wayback Machine)
- Sydneysko naselje Kardinala Stepinca Alojzija Stepinaca dobio pohvalu u australskom saveznom parlamentu  Arhivirana inačica izvorne stranice od 6. rujna 2007. (Wayback Machine)